# Vicente Gregorio Quesada

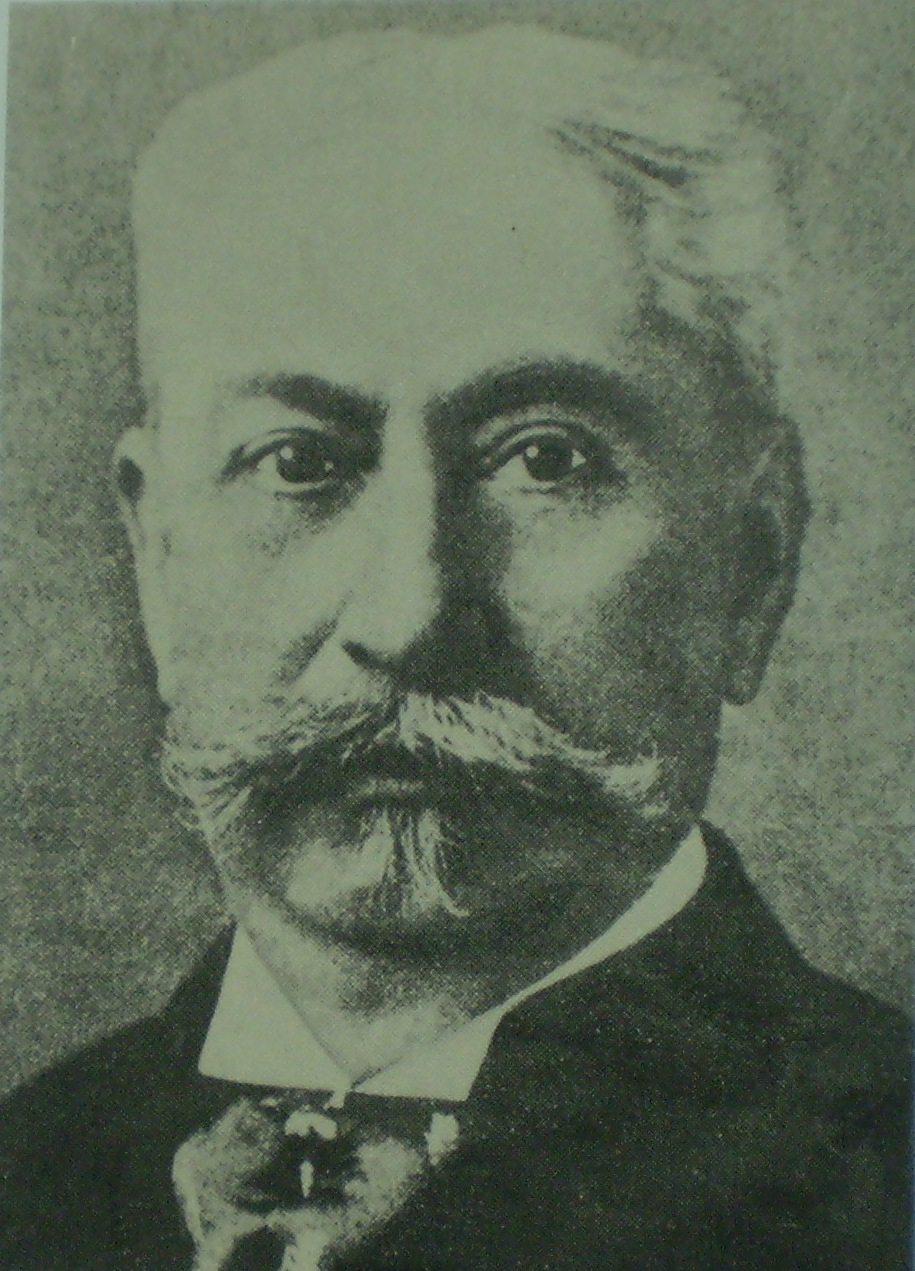
Vicente Gregorio Quesada

Vicente Gregorio Quesada (* 5. April 1830 in Buenos Aires; † 1913) war ein argentinischer Diplomat.

## Leben
Quesada studierte Rechtswissenschaft an der Universidad de Buenos Aires, 1850 schrieb er ein Staatsexamen. Er veröffentlichte Artikel in Zeitungen von Montevideo und Buenos Aires und thematisierte den Sturz von Juan Manuel de Rosas 1852. Am 1. Juni 1858 wurde in Buenos Aires der Sohn von Vicente Quesada, Ernesto Quesada, geboren. 1860 gründete Vicente Quesada die Zeitung Revista del Parana und 1864 die Revista de Buenos Aires. Von 1871 bis 1875 war Vicente G. Quesada Direktor der Biblioteca Nacional de la República Argentina. Er übereignete ihr zahlreiche Werke, die er auf seinen Reisen erworben hatte und verbesserte ihre Infrastruktur und wurde von der argentinischen Regierung beauftragt, Texte zu verfassen, die ihre Argumentation im Streit um Ostpatagonien, Feuerland und die Magellanstraße stützen sollten.
Es gab eine Kontroverse über seine Transkription der königlichen Urkunde von 1534 von Pedro de Mendoza, in der er das Wort „hacia“ durch „hasta“ ersetzte, was im Text die Bedeutung von „in Richtung auf die Magellanstraße“ (nach Süden, ohne die Durchfahrt zu erreichen) innerhalb des Herrschaftsgebiets Mendozas zu „bis zur Magellanstraße“ veränderte.

## Veröffentlichungen
- Patagonien und die südlichen Länder des amerikanischen Festlandes, 1875, Buenos Ayres
- Crimen y expiación. Crónica de la villa imperial de Potosi.[3]